# سپاه نهم (بریتانیا)
سپاه نهم بریتانیا (انگلیسی: IX Corps) سپاه پیاده‌نظام نیروی زمینی بریتانیا بود، که در سال ۱۹۱۵ تأسیس شد و در سال ۱۹۴۳ منحل گردید.